# Tengku Muhammad Ismail
Tengku Muhammad Ismail ibni Sultan Mizan Zainal Abidin (Kuala Terengganu, 1º marzo 1998) è un principe malese, Tengku Mahkota di Terengganu dal 12 gennaio 2006 e reggente del sultanato dal 2006 al 2011.

## Biografia
Tengku Muhammad Ismail è nato all'Istana Nur Nadhira di Kuala Terengganu il 1º marzo 1998 ed è il primo figlio maschio dell'allora erede al trono Tengku Mizan Zainal Abidin e di sua moglie Tuanku Nur Zahirah. Suo padre è asceso al trono poco dopo la sua nascita.
Il 12 gennaio 2006 è stato nominato erede apparente con il titolo di Yang di-Pertuan Muda.
Qualche settimana prima di entrare in carica come Yang di-Pertuan Agong, il 12 novembre 2006, suo padre lo ha nominato reggente. A causa della giovane età del figlio ha istituito un consiglio consultivo di reggenza per esercitare le sue funzioni. I membri del consiglio erano Raja Tengku Baderulzaman, fratello minore del sultano, Raja Tengku Sulaiman Sultan Ismail, zio del sovrano e Abdul Kadir Sulaiman, giudice della Corte federale. È stato investito ufficialmente il 12 dicembre successivo presso l'Istana Maziah di Kuala Terengganu.
Come reggente, ha presieduto il giuramento del Menteri Besar Ahmad Said dopo le elezioni generali del 2008.
Dopo aver raggiunto i dodici anni, il baligh, l'età della pubertà e della responsabilità per i musulmani, il 30 agosto del 2010 si è formalmente insediato come reggente durante una cerimonia all'Istana Maziah. Essendo impegnato all'estero per studi è stato istituito un consiglio di reggenza e rappresentanza per svolgere le proprie funzioni di reggente. Il consiglio era composto da Tengku Mustaffa Kamel, fratello del sultano, e dai già menzionati Tengku Sulaiman e Abdul Kadir Sulaiman.

## Interessi
Come suo padre, Tengku Muhammad Ismail pratica l'ippica e ha partecipato a eventi internazionali. Nel giugno del 2010 si è posizionato al secondo posto nella 90 km di RTES/D'Armor French Open a Corlay.